# Phrynarachne tuberculata
Phrynarachne tuberculata là một loài nhện trong họ Thomisidae.
Loài này thuộc chi Phrynarachne. Phrynarachne tuberculata được William Joseph Rainbow miêu tả năm 1899.